# 1. tanková divize (Wehrmacht)
1. tanková divize (1. Panzer-Division) byla tankovou jednotkou wehrmachtu ve druhé světové válce.

## Počátky
V roce 1935 se německý vůdce Adolf Hitler rozhodl nerespektovat versailleskou smlouvu. Tato smlouva Německu znemožňovala mj. možnost vlastnit tanky. Brzy po vypovězení této smlouvy, 15. října 1935, byla z části 3. jezdecké divize (3. Kavallerie-division) ve Výmaru vytvořena 1. tanková divize. Prvním velitelem divize se stal generál jezdectva Maximilian von Weichs.

## Polská kampaň
Anšlusu Rakouska ani obsazování Československa se divize nezúčastnila. Prvního nasazení se dočkala při polské kampani v září 1939, jako součást XVI. motorizovaného sboru generála Ericha Höpnera, který spadal pod Reichenauovu 10. armádu. 1. tanková divize se již 8. září dostala na předměstí Varšavy, ale o den později musela být, spolu s dalšími motorizovanými jednotkami od polského hlavního města stažena, neboť na řece Bzuře začal protiútok polských armád Poznaň (generál Tadeusz Kutrzeba) a Pomořany (generál Wladyslaw Bortnowski), který měl odlehčit nápor německé armády na Varšavu. 13. září byly polské armády obklíčeny a o tři dny později kapitulovaly. Polská armáda přišla o 19 divizí, čímž bylo o výsledku invaze rozhodnuto a 6. října složily poslední polské jednotky zbraně. 1. tanková divize zůstala v Polsku do prosince 1939, kdy byla stažena do Německa a kde došlo k přezbrojení a doplnění stavů.

## Bitva o Francii

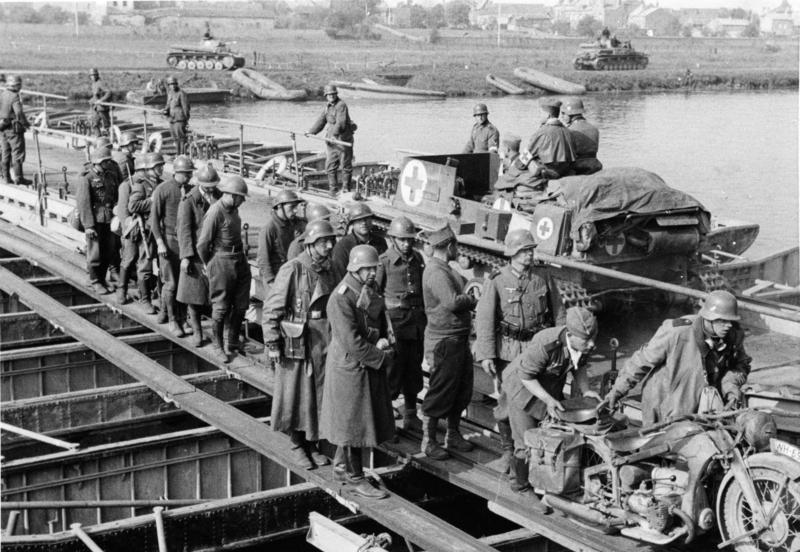
1. tankový pluk překračuje pontonový most přes řeku Meuse (Máza) ve Francii poblíž Sedanu. Fotografie je pořízena 14. května 1940.

Novým velitelem divize se 11. února 1940 stal generálmajor Friedrich Kirchner. Poté byla divize přesunuta na západní frontu, kde se připojila ke Guderianovu XIX. motorizovanému sboru, který byl u belgických hranic. 10. května, v den začátku západního tažení, vstoupil Guderianův sbor do Arden. čímž zaskočil spojenecké velitele, kteří při obraně před Němci spoléhali na Maginotovu linii. Překročením Arden totiž Němci Maginotovu linii jednoduše obešli. Po překročení Arden v Belgii se sbor obrátil k francouzskému městu Sedan, kde pomohl při prolomení Maginotovy linie. Po průlomu u Sedanu sbor pokračoval k průlivu La Manche čímž, napomohl k odříznutí ustupujících spojeneckých jednotek na území Belgie od zbytku armád ve Francii. 5. června se 1. tanková divize zapojila do těžkých bojů v oblasti Aisne. Po proražení francouzských linií 12. června divize postoupila k Belfortu, kde setrvala až do kapitulace francouzských vojsk 22. června.

## Operace Barbarossa
V říjnu 1940 divize přišla o 2. tankový pluk, který se stal základem nově se formující 16. tankové divize. V březnu 1941 se divize připojila ke 4. tankové skupině generála Höpnera, a aby došlo k naplnění divizní počtů, byla posílena o 133. střelecký pluk. Höpnerova skupina spadala pod Leebovu skupinu armád Sever, a jejím cílem se tudíž stal Leningrad. 1. tanková divize postupovala Estonskem do Lotyšska. Zde se účastnila intenzivních bojů v okolí města Daugavpils. 14. července divize dosáhla řeky Luga, od které byl Leningrad vzdálen 100 km. 17. července nahradil Kirchnera ve funkci velitele generál Kruger. Téměř tři týdny však divize zůstala na stejných pozicích, neboť musela počkat na přeskupení celé skupiny Sever. 8. září začal útok na Leningrad a 1. tanková divize dosáhla Ladožského jezera, čímž napomohla k obklíčení města. O deset dnů později byla divize stažena z fronty, a došlo k doplnění stavů. Na severní úsek fronty se však nevrátila, neboť 2. října byla připojena ke 3. tankové skupině generála Hotha, spadající pod skupinu armád Střed, pod kterou se měla účastnit operace Tajfun – útok na Moskvu. Ze všech německých jednotek, účastnících se operace Tajfun, se 1. tanková přiblížila k sovětskému hlavnímu městu nejblíže, když byla koncem listopadu vzdálena jen 50 km. 6. prosince začal sovětský protiútok, který provedly Jihozápadní front (Timošenko), Kalininský front (Koněv) a Západní front (Žukov). Navzdory Hitlerovu rozkazu neustupovat, si byl velitel skupiny armád Střed maršál Fedor von Bock vědom ohrožení, ve kterém se jeho skupina nacházela a zahájil ústup. Rudá armáda zahnala Wehrmacht do vzdálenosti 150 km od Moskvy. 1. tanková divize se stáhla do prostoru města Ržev, kde pomohla jednotkám skupiny armád Střed s odražením sovětského protiútoku (tzv. Rževsko-Vjazemská operace).

## Obrana Třetí říše
Po odražení sovětského náporu u Rževa, byla 1. tanková divize stažena do Francie, kde došlo k doplnění stavů. Po bitvě o Ržev totiž divizi zbylo pouhých 52 tanků, přitom na začátku operace Barbarossa jich měla 169. V červnu 1943 byla reorganizovaná divize přemístěna do Řecka, kde plnila funkci obranné jednotky, proti případné invazi Spojenců. Již v listopadu se divize stěhovala na východní frontu, ke 4. tankové armádě. Na Ukrajině zahájili Němci protiútok, jehož cílem bylo znovudobytí Kyjeva. Protiútok však byl odražen a 1. tanková divize se držela v okolí Berdyševa až do ledna 1944. Na Nový rok se novým velitelem stal generálporučík Koll. Koncem ledna byla divize, v sestavě III. obrněného sboru, obklíčena poté, co Rudá armáda zahájila Korsuň-ševčenkovskou operaci, na níž se podílela 1. československá samostatná brigáda. Po proražení blokády, byla 1. tanková divize v dubnu 1944 obklíčena u Kamence Podolského, ale i tentokrát se průlom podařil. 22. června 1944 zahájila Rudá armáda operaci Bagration, jejímž cílem bylo upoutat pozornost Němců ze západní fronty na východ. Za tři týdny se Rudé armádě podařilo téměř zničit celou skupinu armád Střed a zbylé jednotky byly zatlačeny o 300 km na západ, tedy až k Varšavě. 1. tanková divize se této bitvy neúčastnila, protože bojovala na jižnějším úseku fronty, jako součást skupiny armád Severní Ukrajina. Aby došlo ke stabilizaci fronty, pokusil se XLVIII. tankový sbor o protiofenzívu. I přes počáteční úspěchy, byli Němci nuceni útok zastavit, protože skupina armád Jižní Ukrajina neudržela pozice a byla přinucena ustoupit. Aby nedošlo k obklíčení, musel celý sbor, potažmo i celá skupina armád Severní Ukrajina, ustoupit za Vislu.
V září 1944 byla převelena do Maďarska a bojovala v okolí Debrecína. V prosinci 1944 provedla protiútok v Sedmihradsku. 25. září byl novým velitelem divize jmenován Eberhard Thunert, který u divize zůstal do konce války. V lednu 1945 bojovala se divize účastnila německého protiútoku u Budapešti, tzv. operace Konrad. V březnu 1945 začala poslední velká ofenzíva Němců na východní frontě, operace Jarní probuzení, které se účastnila i 1. tanková divize. Po nezdaru operace divize ustupovala na západ do Rakouska, kde se 8. května vzdala americké armádě.

## Struktura divize

### Organizace k 1. září 1939
- Schützen-Regiment 1 - 1. střelecký pluk
- Kradschützen-Bataillon 1 - 1.prapor střelců na motorkách
- Panzer-Regiment 1 - 1. tankový pluk
- Panzer-Regiment 2 - 2. tankový pluk
- 73. Artillerie-Regiment - 73. dělostřelecký pluk
- Aufklärungs-Abteilung 4 - 4. průzkumný oddíl
- Panzerjäger-Abteilung 37 - 37. protitankový oddíl
- Pionier-Batallion 37 - 37. ženijní prapor
- Nachrichten-Abteilung 37 - 37. zpravodajský oddíl
- 37. divizní podpůrná jednotka

### Organizace 1940
- Schützen-Regiment 1 - 1. střelecký pluk
- Schützen-Regiment 113 - 113. střelecký pluk
- Panzer-Regiment 1 - 1. tankový pluk
- 73. Artillerie-Regiment - 73. dělostřelecký pluk
- Aufklärungs-Abteilung 4 - 4. průzkumný oddíl
- Panzerjäger-Abteilung 37 - 37. protitankový oddíl
- Pionier-Batallion 37 - 37. ženijní prapor
- Nachrichten-Abteilung 37 - 37. zpravodajský oddíl
- 37. divizní podpůrná jednotka

### Organizace 1943
- Schützen-Regiment 1 - 1. střelecký pluk
- Schützen-Regiment 113 - 113. střelecký pluk
- Panzer-Regiment 1 - 1. tankový pluk
- Panzer-Artillerie-Regiment 73 - 73. tankový dělostřelecký pluk
- Panzer-Aufklärungs-Abteilung 4 - 4. tankový průzkumný oddíl
- Panzerjäger-Abteilung 37 - 37. protitankový oddíl
- Pionier-Batallion 37 - 37. ženijní prapor
- Nachrichten-Abteilung 37 - 37. zpravodajský oddíl
- Heeres-Flak-Abteilung 229 - 229. armádní protiletadlový oddíl
- 37. divizní podpůrná jednotka